# Invertigo
Invertigo est un modèle de montagnes russes navette inversées du constructeur Vekoma. La première version ouverte au public a été construite au parc de Liseberg.

## Le concept
L'Invertigo est inspiré du modèle boomerang provenant du même fabricant. Le tracé du parcours ressemble d'ailleurs à celui du boomerang. La différence entre les deux modèles est que la position des trains et de la voie est inversée, ce qui en fait des montagnes russes inversées, c'est-à-dire où les passagers ont le rail au-dessus de la tête et les pieds dans le vide. Le Giant Inverted Boomerang est une version agrandie de ce modèle.
Les vingt-huit passagers prennent place dans sept voitures dont les rangées sont positionnées dos-à-dos si bien que les passagers sont placés face-à-face, retenus par des harnais. Tout comme le boomerang, son tracé propose un parcours aller-retour. Le train est d'abord tracté en marche arrière par un chariot remorqueur rattaché à un câble (lift) tout en haut du premier plan incliné, puis lâché à une hauteur de 40 mètres. Il traverse alors la gare à 80,5 km/h avant de faire 3 inversions. Le circuit comprend un looping vertical et un élément appelé boomerang qui est une double inversion latérale. Il est alors de nouveau tracté par une chaîne motrice montée sur des pistons, avant de refaire le même parcours en marche arrière, et revenir en gare.
L'ouverture du premier Invertigo était prévue en 1996, mais fut retardée en 1997. Initialement, ce modèle devait être des montagnes russes lancées. À l'époque, des problèmes liés à la technologie surviennent et la conception est alors modifiée pour utiliser un lift à chaîne.

## Données techniques
- Longueur : 309 m
- Hauteur : 40 m
- Inversions : 3
- Train : 1 train de 7 wagons de 2 rangées de 2 places
- Surface au sol : 86 × 30 m²
- Force G : 5 g
- Capacité : 840 personnes par heure
- [2]

## Les attractions de ce type
| Nom                             | Parc                            | Pays       | Années d'ouverture |
| ------------------------------- | ------------------------------- | ---------- | ------------------ |
| Diabolik Invertigo              | Movieland Studios               | Italie     | 2015               |
| HangOver                        | Liseberg                        | Suède      | 1997 à 2002        |
| Invertigo                       | California's Great America      | États-Unis | 1998 à 2010        |
| Invertigo Anciennement Face/Off | Kings Island                    | États-Unis | 1999               |
| Stinger                         | Dorney Park & Wildwater Kingdom | États-Unis | 2012 à 2017        |
| Tornado                         | Sommerland Syd                  | Danemark   | 2005 à 2011        |
| Triops                          | Parc Bagatelle                  | France     | 2012               |
| Two-Face: The Flip Side         | Six Flags America               | États-Unis | 1999 à 2007        |
| Nom inconnu                     | Allou Fun Park                  | Grèce      | jamais ouverte     |

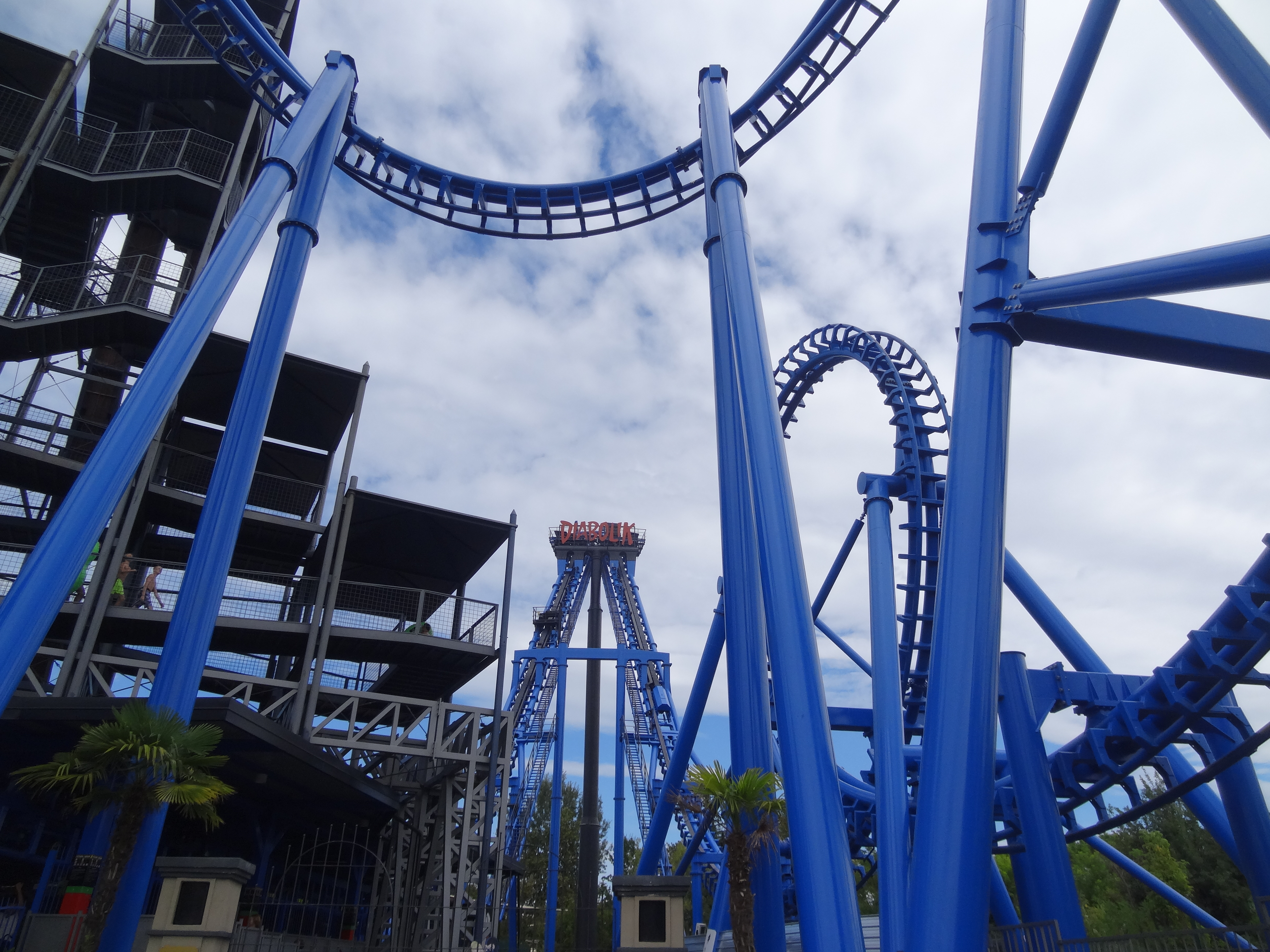
Diabolik Invertigo à Movieland Studios
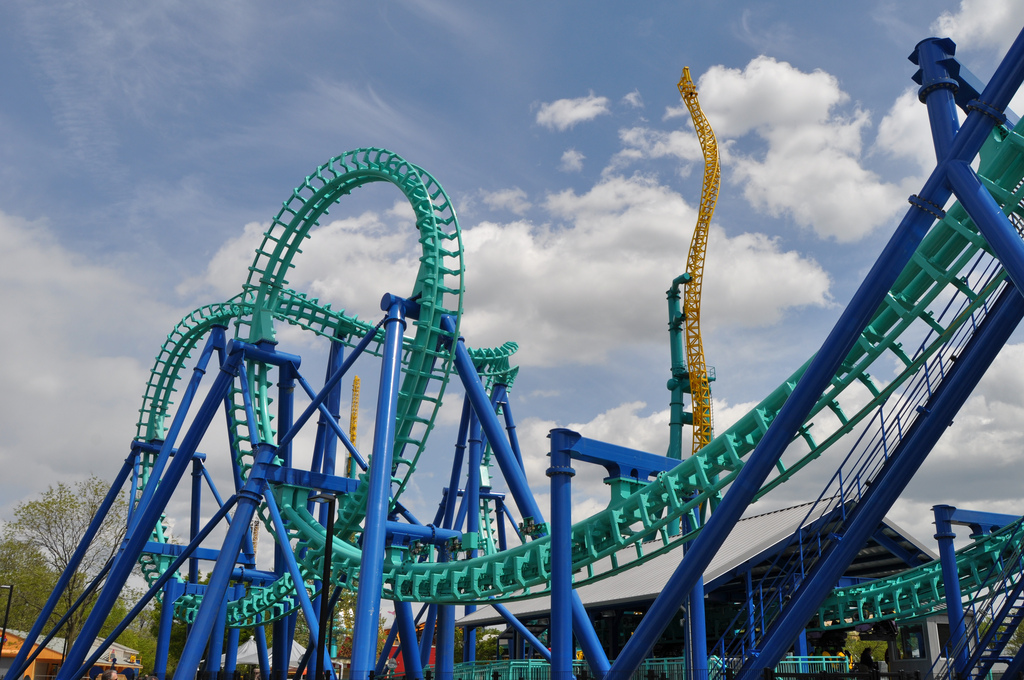
Stinger à Dorney Park & Wildwater Kingdom
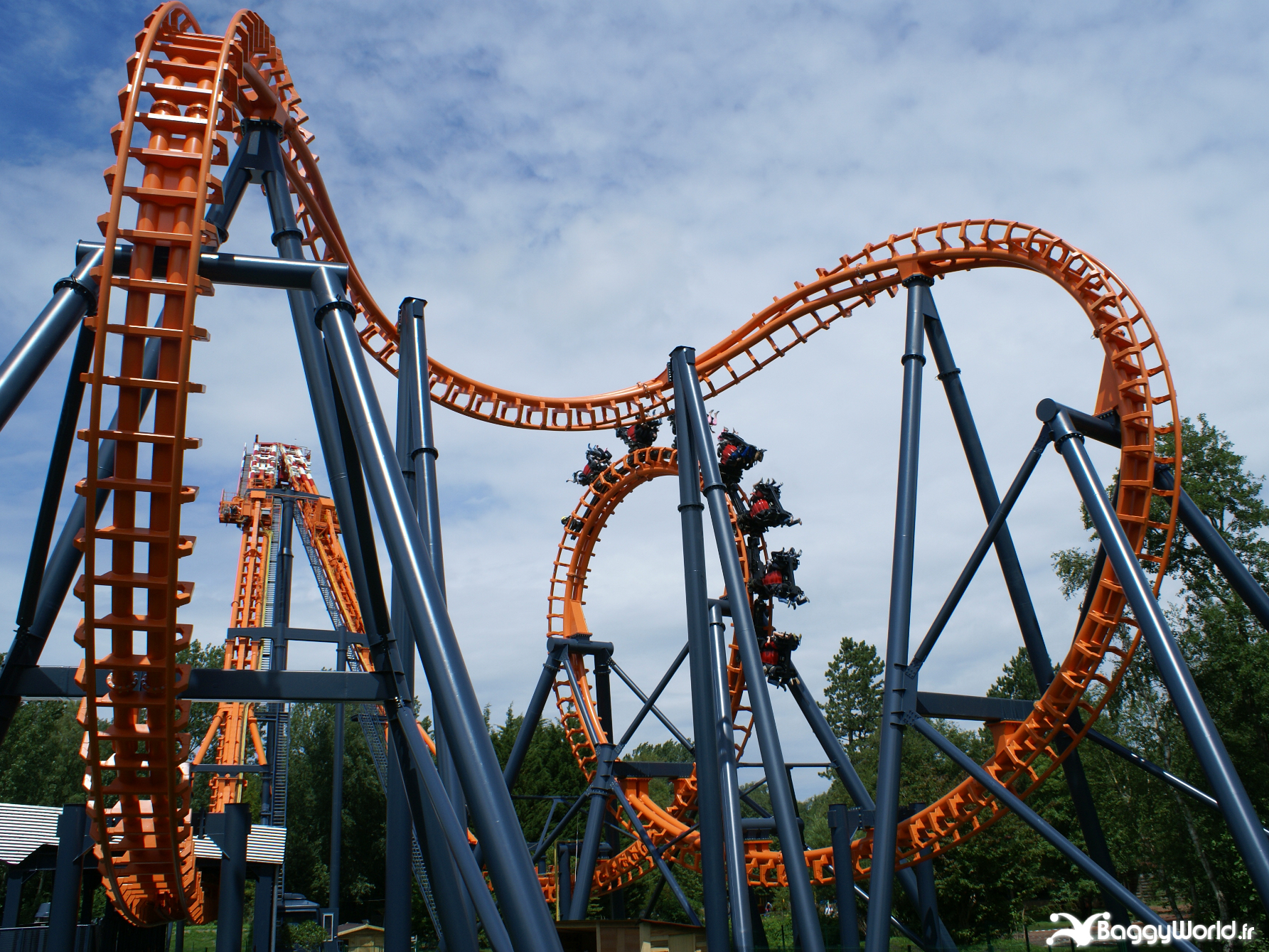
Triops à Bagatelle
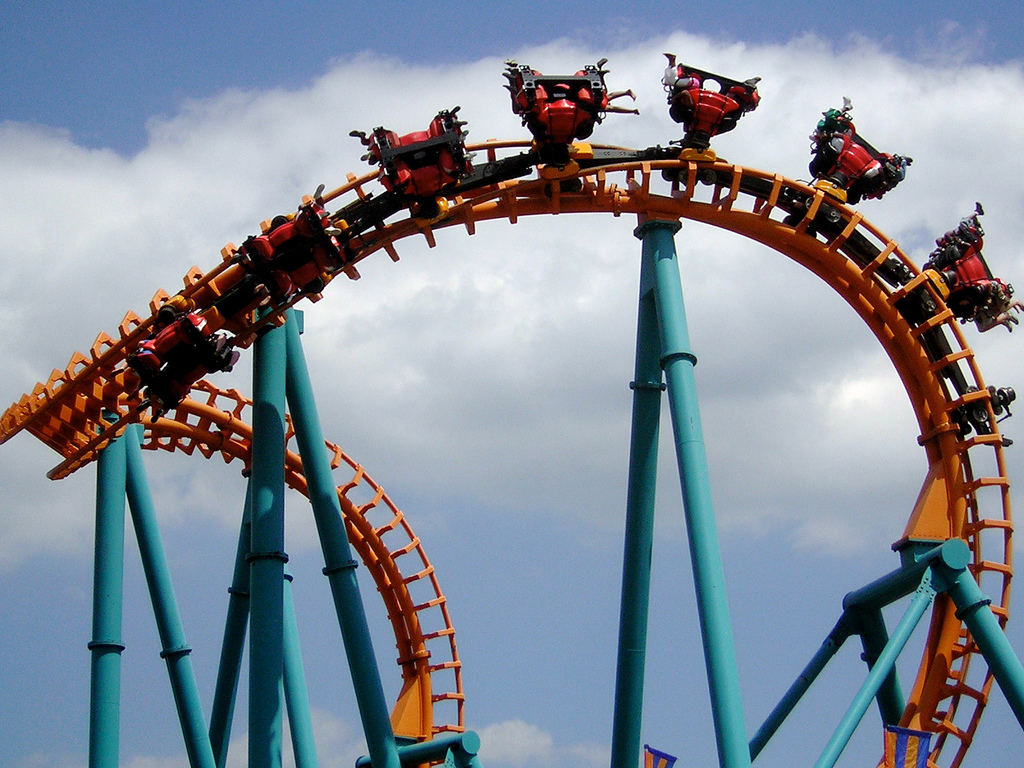
Two-Face: The Flip Side à Six Flags America
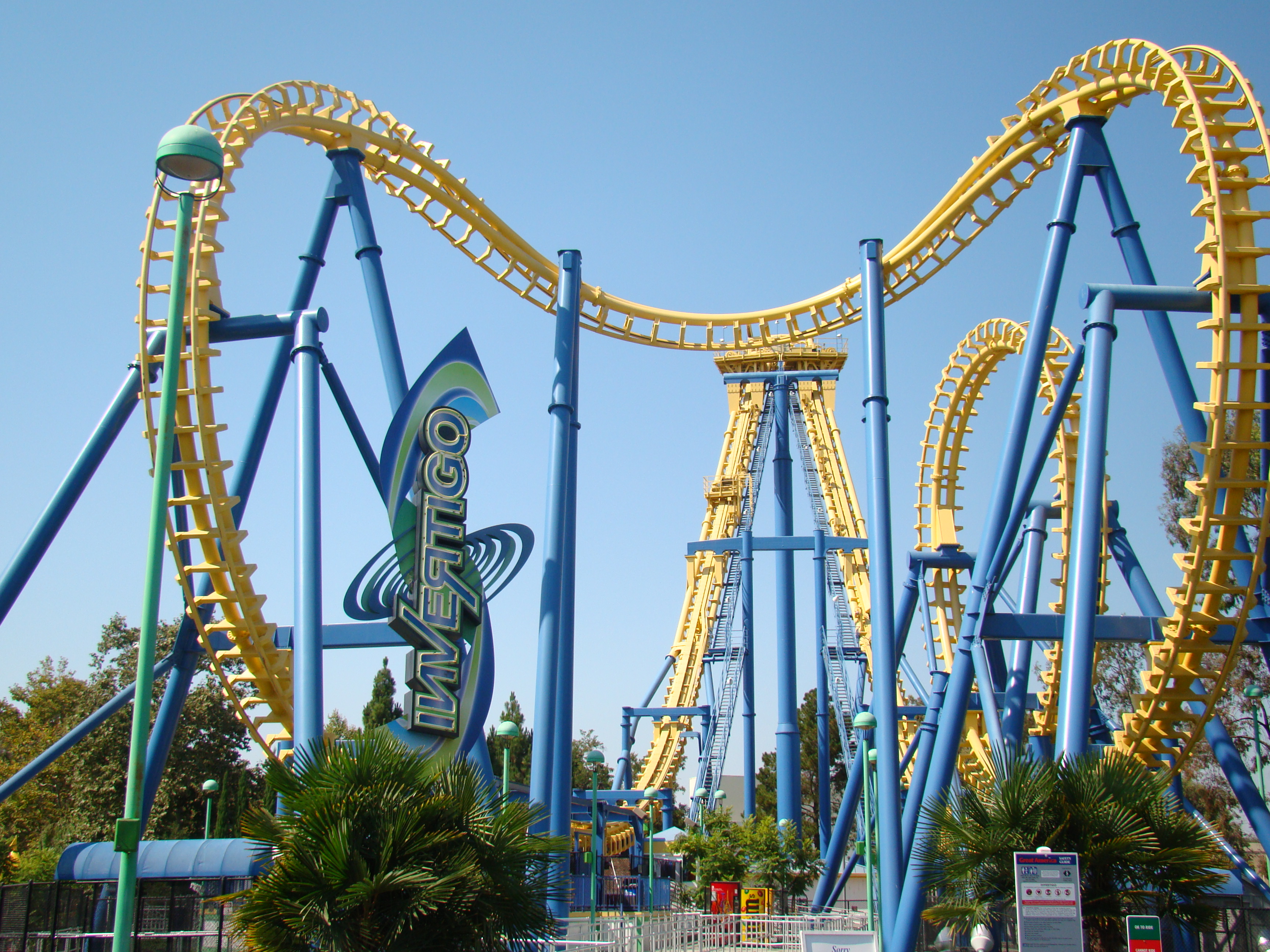
Invertigo à California's Great America
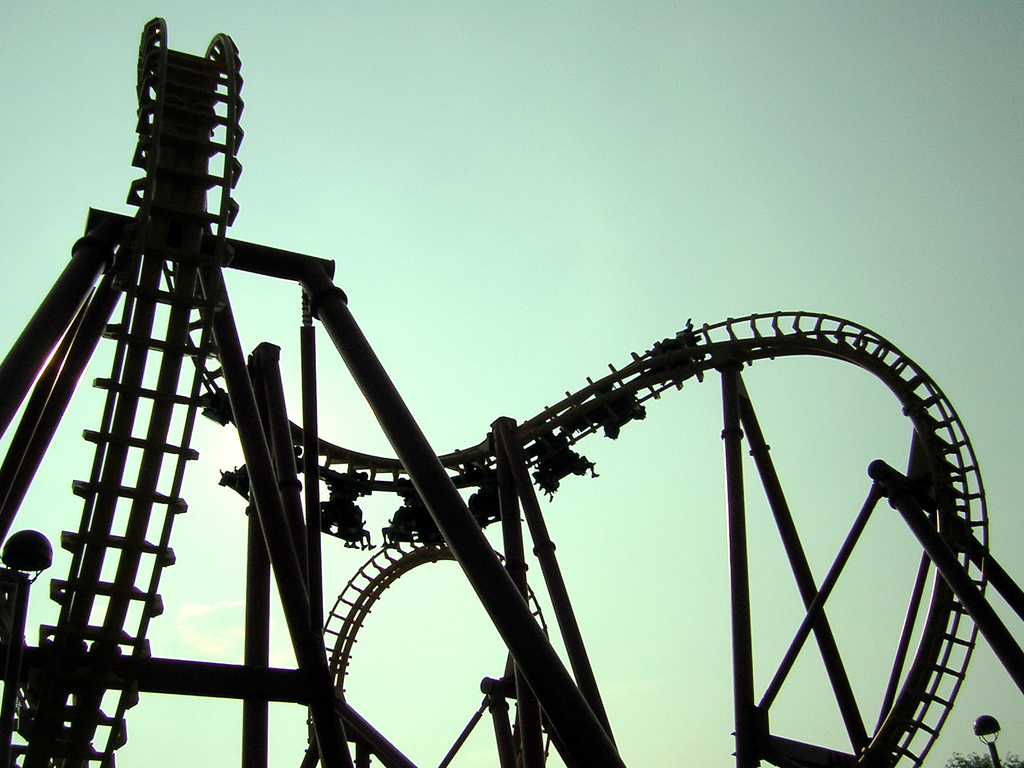
Invertigo à Kings Island
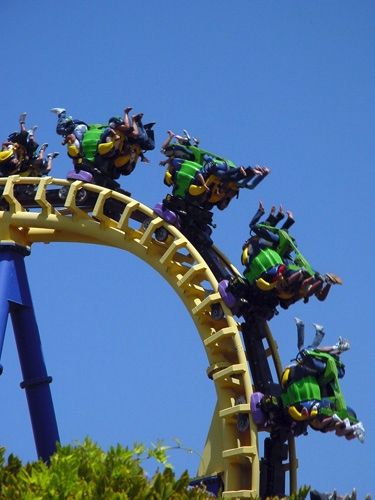
Les wagons d'Invertigo à California's Great America